# Petrus Hund
Petrus Hund (Peter II. Hund; geboren um 1400 in Wittlich; gestorben 1469 in Siebenborn (Maring-Noviand)) war ein deutscher Zisterzienser-Abt.

## Leben
Petrus Hund durchlief zunächst ab 1420 als Sohn des Walter Hund die  Kölner Artistenfakultät, bevor er sich ab 1423 an der Universität Erfurt immatrikulierte. Namentlich  wird er 1424 vom Himmeroder Abt Arnold von Ürdingen als Kaplan des Klosters erwähnt. 1445 ernannte in der Trierer Erzbischof Jakob I. von Sierck zum Administrator. Nach dem Amtsverzicht des Vorgängerabts Johann VI. von St. Vith wurde er 1449 zum 32. Abt des Klosters Himmerod gewählt.
Abt Petrus, dessen Amtszeit von einem strikten Sparkurs geprägt war, um die Kosten des Klosters unter Kontrolle zu halten, galt andererseits als Förderer der Wissenschaften. Seinen Mönchen, als dessen Unterstützer er sich sah, stand im Jahr 1453 eine aus 2000 Bänden bestehende Bibliothek zur Verfügung. 1454 erhielt er vom Generalkapitel den Auftrag ein zisterziensisches Studienkolleg an der Universität Köln zu etablieren, ihm zur Seite stand der Abt des Klosters Heisterbach Heinrich IV. Nachdem er 1468 sein Amt als Abt des Klosters Himmerod aufgegeben hatte, begab er sich auf den Klosterhof Siebenborn, dort verstarb er des darauffolgenden Jahres.